# Nueva Jarita
Nueva Jarita är en ort i Mexiko.   Den ligger i kommunen Jiménez och delstaten Coahuila, i den norra delen av landet, 1 100 km norr om huvudstaden Mexico City. Nueva Jarita ligger 301 meter över havet och antalet invånare är 109.
Terrängen runt Nueva Jarita är platt. Runt Nueva Jarita är det mycket glesbefolkat, med 3 invånare per kvadratkilometer. Närmaste större samhälle är Jiménez, 14,5 km nordost om Nueva Jarita. Trakten runt Nueva Jarita består i huvudsak av gräsmarker.